# Ŷ
O Ŷ (minúscula: ŷ) é uma letra (Y latino, adicionado de um acento circunflexo) utilizada no alfabeto galês. Também é usada em algumas grafias do tupi antigo (abánhe'enga) que, embora extinto, é usado por alguns grupos tupinistas brasileiros.